# 瘤果辽椴
瘤果辽椴（学名：Tilia mandshurica var. tuberculata）为椴树科椴树属下的一个变种。

## 扩展阅读
- 維基物種上的相關：瘤果辽椴